# Rogaland
Rogaland er et fylke i Norge med  475.654 indbyggere (2018), svarende til 8,49 % af befolkningen. Arealet er på 8.575 kvadratkilometer. Fylket omfatter kyststrækningen mellem Åna-Sira i sydøst og Ramsholmene nord for Haugesund i nordvest, herunder den åbne havarm Boknafjorden. Fylket omfatter også øerne i Boknafjorden og områderne omkring fjordene som skærer sig ind i landet fra denne.
Administrationen er placeret i Stavanger, mens fylket er delt i fem distrikter. Haugalandet/Karmøy med Haugesund som største by, Ryfylke med Jørpeland som største by, Nord-Jæren bestående af Randaberg, Stavanger, Sola og Sandnes-byområde (Norges tredjestørste), Jæren med Bryne som største by, og Dalane med Egersund som største by.
Rogaland fylke hed før 1919 Stavanger amt.

## Kommuner
Rogalands 26 kommuner:
| 1. Bjerkreim 2. Bokn 3. Eigersund 4. Finnøy 5. Forsand 6. Gjesdal 7. Hå 8. Haugesund 9. Hjelmeland 10. Karmøy 11. Klepp 12. Kvitsøy 13. Lund | 1. Randaberg 2. Rennesøy 3. Sandnes 4. Sauda 5. Sokndal 6. Sola 7. Stavanger 8. Strand 9. Suldal 10. Time 11. Tysvær 12. Utsira 13. Vindafjord |

## Byer
Største byer i Rogaland,  efter indbyggertal 1. januar 2017 (kommune i parentes):
- Stavanger/Sandnes – 220.943 (Randaberg, Sandnes, Sola, Stavanger)
- Haugesund  – 44.830 (Haugesund, Karmøy)
- Bryne  – 11.961 (Klepp, Time)
- Egersund  – 11.519 (Eigersund)
- Kopervik  – 11.434 (Karmøy)
- Ålgård/Figgjo  – 11.308 (Gjesdal, Sandnes)
- Kleppe/Verdalen  – 9.066 (Klepp)
- Åkrehamn  – 7.846 (Karmøy)
- Kvernaland  – 7.269 (Klepp, Time, Sandnes)
- Nærbø  – 7.213 (Hå)
- Jørpeland  – 7.134 (Strand)
- Hommersåk  – 6.375 (Sandnes)
- Sauda  – 4.263 (Sauda)
- Førdesfjorden  – 3.825 (Tysvær)
- Skudeneshavn  – 3.385 (Karmøy)
- Varhaug  – 3.238 (Hå)
- Tau  – 3.185 (Strand)
- Avaldsnes  – 2.981 (Karmøy)
- Lyefjell  – 2.285 (Time)
- Hauge  – 2.187 (Sokndal)
- Vigrestad  – 2.070 (Hå)
- Moi – 2.007 (Lund)

## Geografi
Rogaland ligger  i den sydvestlige del af Norge og grænser i vest til Nordsøen, fylket grænser også til Vestland i nord, Vestfold og Telemark i nordøst og Agder i øst. Rogaland bliver ofte kaldt et Norge i miniature fordi det har lidt af alt når det gælder landskab. Der er høje fjelde og dybe fjorde, landbrugsjord og skov, fosser og stille søer, lange sandstrande og stejle klipper. 
Rogaland kan inddeles  i flere geografiske områder;

### Dalane
Helt mod syd i Rogaland ligger Dalanes anortositlandskab. Anortosit, som er en magmatiske bjergart, er valgt til fylkessten i Rogaland. Stenen giver et nøgent «månelandskab» med helt specielle stenformationer med små og grønne sprækkedaler mellem. Ved Egersund har der været stenbrud efter denne bjergart.

### Jæren
Nord for Dalane ligger Jæren. Jæren betyder fra gammel tid  kant og beskriver godt landskabet som ligger mellem fjeldet og Nordsøen. Jæren ligger lavere end resten af Norge, og minder om danske områder med sit småkuperede og meget frugtbare landskab. Kysten er præget af lange sandstrande som Orrestranden og Borestranden.

### Haugalandet
I nord, mod grænsen til Vestland, ligger Haugalandet der er et småkuperet landskab, med nogle landbrugsområder. Bjerggrunden på Haugalandet består hovedsagelig af granit og fyllit.

### Ryfylke
Boknafjorden er en bred, åben fjord med mange øer mellem syd- og nordfylket. Øerne er grønne og frodige på grund af gunstigt klima og næringsrige bjergarter. Boknafjorden snævres ind med mange fjordarme. Landskabet præges af store højdeforskelle, flotte fosser og massive fjelde. Det er et meget nøgent stenlandskab, men også fyrre- og egeskove og noget landbrugsjord. Lysefjorden er måske den smukkeste  og mest kendte fjord i Ryfylke.  Her ligger seværdighederne Prædikestolen og Kjerag.

### Dale, høje og højfjeld mod øst
Mod grænsen til nabofylkerne i øst ligger et landskab med dale og småbjerge, som igen går over i højfjeld. Småbjergene ligger stort set mellem 700 og 1.000 meter over havet, og har en del planter. Højfjeldene har toppe op mod 1.400 og 1.600 meter og ligger over trægrænsen med kun lidt  vegetation. Der ligger store søer som Blåsjø, som gør området godt egnet for vandkraft.

### Øer mod vest
Mod nordvest ligger det ydre ølandskab, hvor  holme og skær ligger lavt i havet. Mange af øerne består af prækambriske vulkanske grundfjeldsbjergarter. Rogalands, og landets, mindste kommune i folketal, Utsira med 215 indbyggere, ligger på en lille ø ud for kysten af Haugalandet. 
Boknafjorden er fylkets længste og dybeste fjord med henholdsvis 96 km længde og  719 meter dyb. Blåsjø er Rogalands største sø, og dækker 84 km². Suldalsvatnet er den dybeste sø med en dybde på 376 meter. Med sine 1.658 meter over havet er Vassdalseggi fylkets højeste fjeld. Karmøy er den største ø med sine 177 km², mens Kvitsøy med sine 5,7 km² er fylkets, og landets, mindste kommune. I areal er derimod Suldal størst, 1.727 km². Rogaland er det fylke i Norge hvor fortidsminderne ligger tættest.